# Gmina Sulęcin
Die Gmina Sulęcin [su'lɛnt͡ɕin] ist eine Stadt-und-Land-Gemeinde im Powiat Sulęciński der Woiwodschaft Lebus in Polen. Sitz des Powiats und der Gemeinde ist die gleichnamige Stadt (deutsch: Zielenzig) mit 10.005 Einwohnern (Stand 31. Dezember 2020).

## Geographie
Die Gemeinde liegt etwa 35 Kilometer südlich der Großstadt Gorzów Wielkopolski (Landsberg an der Warthe) in der Neumark. Die Landschaft wird durch die Lebuser Seenplatte und zahlreiche Erhebungen geprägt, deren höchste die Góra Bukowiec (Buchwaldhöhe) mit 227 Metern ist. Zu den Fließgewässern gehört die Postomia (Postumfließ).
Die Autobahn Berlin–Posen führt fünf Kilometer südlich vorbei.

## Partnerstädte
Es bestehen Partnerschaften zu den deutschen Städten Beeskow, Friedland (Brandenburg) und Kamen (Nordrhein-Westfalen).

## Gliederung
Die Stadt-und-Land-Gemeinde Sulęcin besteht aus der Stadt selbst und folgenden Dörfern mit Schulzenämtern:
- Brzeźno (Breesen)
- Długoszyn (Langenfeld)
- Drogomin (Heinersdorf)
- Grochowo (Grochow)
- Małuszów (Malsow)
- Miechów (Meekow)
- Ostrów (Ostrow)
- Rychlik (Reichen)
- Trzebów (Trebow)
- Trzemeszno Lubuskie (Schermeisel)[2][3]
- Tursk (Tauerzi)
- Wielowieś (Langenpfuhl)[4]
- Zarzyń (Seeren)[4]
- Żubrów (Herzogswalde)

Weitere Ortschaften sind:
- Długoszyn-Kolonia
- Długoszynek
- Glisno (Gleißen)
- Grzeszów
- Ostrów (Waldsiedlung)
- Pamiątkowice
- Podbiele
- Wędrzyn (Wandern)

## Persönlichkeiten
- Johann Siegfried Hufnagel (1724–1795), evang.-luth. Geistlicher und Entomologe, 1775–1795 Pfarrer in Langenfeld
- Emil Schwabe (1856–1924), Genre- und Porträtmaler der Düsseldorfer Schule; geboren in Ostrow
- Hermann Proetel (1876–1956), Bauingenieur für Seehafen- und Kanalbau; geboren in Langenfeld.